# The ARRS
The ARRS, un acronyme pour The Alien’s Right Respect Sect, est un groupe de metalcore français, originaire de Paris, en Île-de-France.

## Biographie

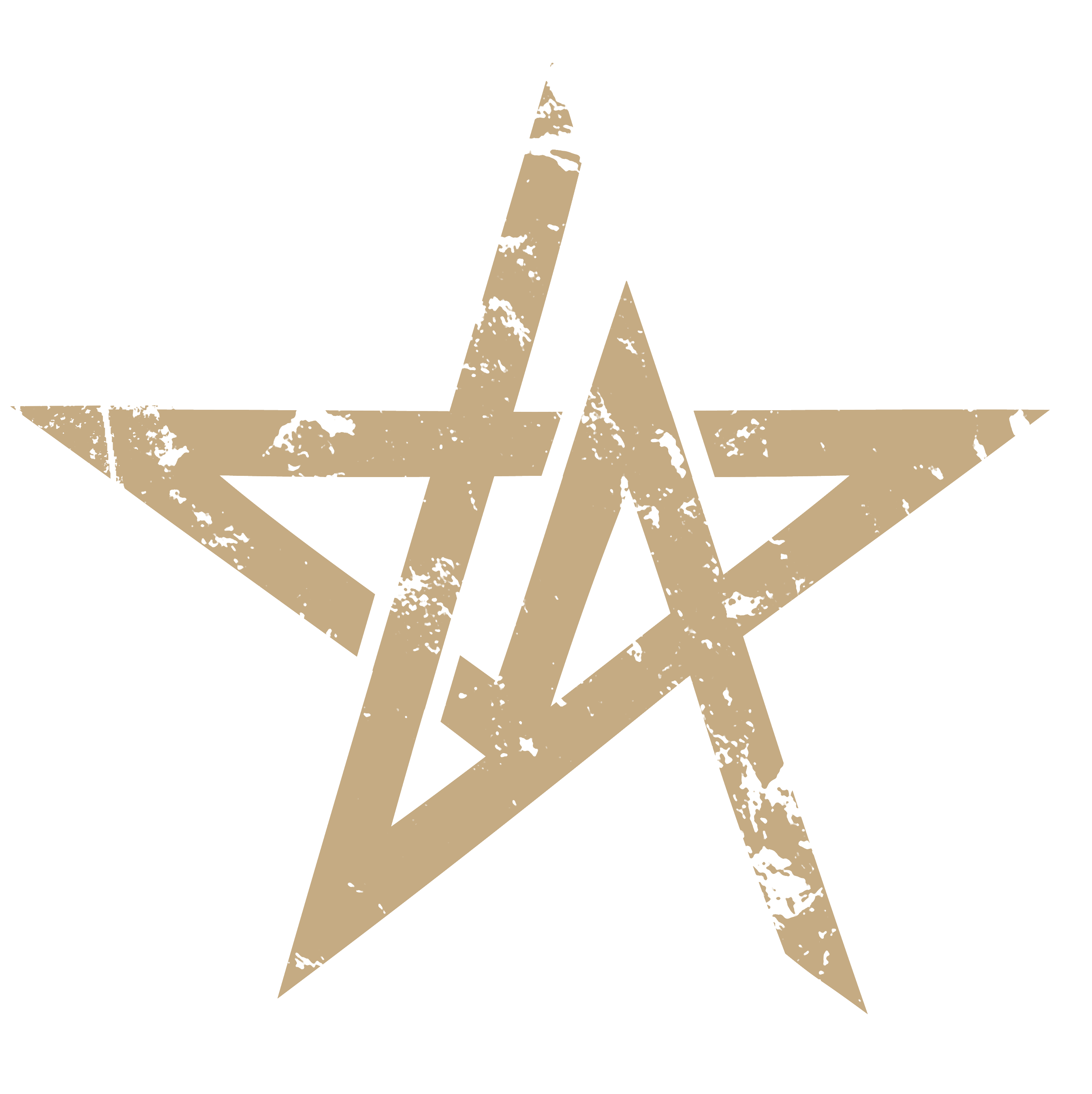
Logo 2012.

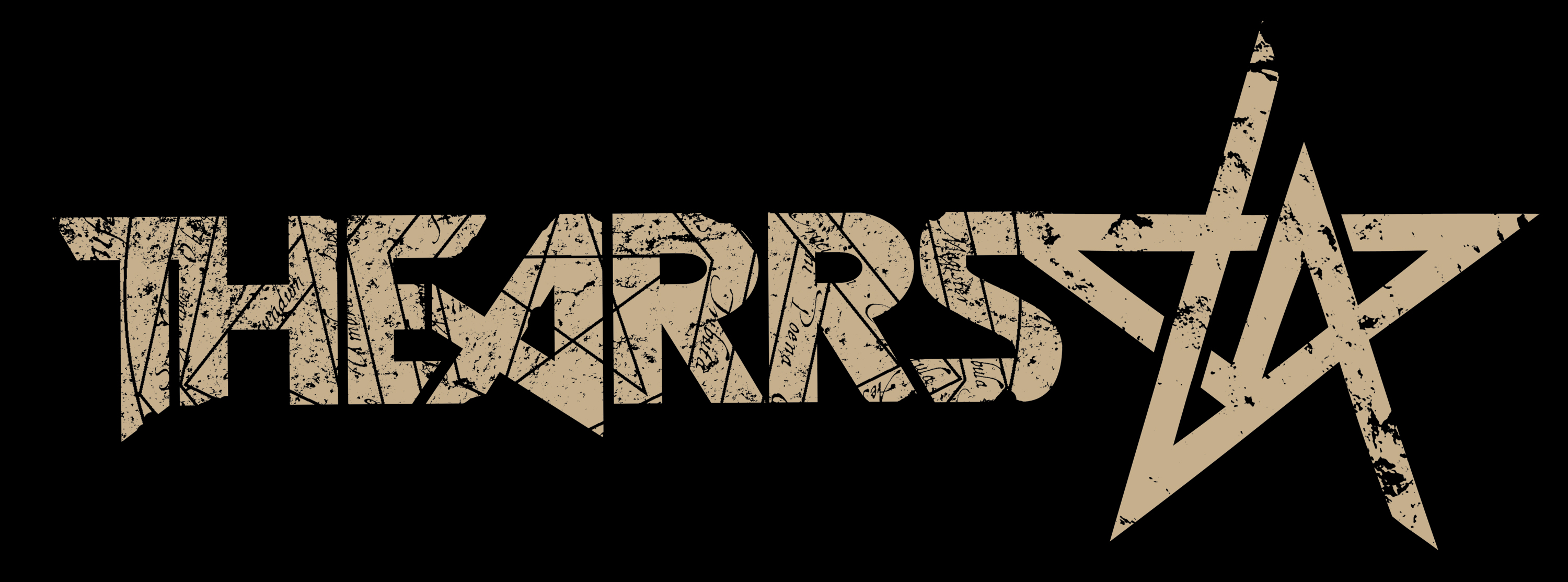
Logo 2012.

The ARRS est formé en 1998 à Paris, en Île-de-France. Après plusieurs années à investir les scènes franciliennes, et une démo qui ne tarde pas de lui fonder une solide réputation, THE ARRS se popularise en 2005 avec son premier album …Et la douleur est la même (Beat them All/PIAS). Les dix titres qui le composent sont très bien accueillis par le public, et permettent au quintette d’être reconnu par ses pairs et les professionnels, et ainsi de réaliser une centaine de dates au travers l’Europe[réf. souhaitée]. La prestation remarquée sur la scène principale du Furyfest, cette même année, confirme leur potentiel.
The ARRS sort un deuxième album, intitulé Trinité en 2007 aux labels Active Entertainment/PIAS, et repart sur les routes avec toujours plus de pugnacité. C’est grâce à ses prestations scéniques, réputées ravageuses, que le groupe se retrouve une nouvelle fois au Hellfest aux côtés de grands groupes internationaux.
En 2009, sort Héros/Assassin au label Season of Mist. La maturité acquise durant les précédentes tournées se fait sentir et le groupe affirme encore davantage son authenticité. À mi-chemin entre rythmiques punk hardcore et mélodies heavy metal, l'album renforce leur position de référence du genre en France. The ARRS annonce ensuite un DVD live gratuit, capté par dix caméras dans la salle du Trabendo à Paris.
L'année 2012 est placée sous le signe du renouveau. Après de nombreuses années, Paskual et Jérôme quittent le groupe, faisant place à Stefo (guitare) et Phil (basse). Avec cette nouvelle formation, le groupe se modernise et débarque sous une nouvelle identité visuelle avec ce qui est considéré comme étant sa meilleure composition, Soleil noir (Verycords/Warner Music France). Plus violent, sombre et abouti que ses prédécesseurs,, l'album est bien accueilli par la presse spécialisée,,,.
En 2015 sort Khrónos, le cinquième album studio du groupe. Lui aussi sorti chez (Verycords/Warner Music France), ce nouvel album est également le deuxième sorti avec cette même formation. Le 5 janvier 2017, le groupe annonce que leur tournée 2017 sera la dernière, qu'il n'y aura pas de nouvel album et que l'aventure se terminera par un concert parisien en octobre.

## Discographie

### Autres sorties
- 2003 : Condition Humaine - EP (Autoproduction)
- 2009 : Condition Humaine - Réédition EP (Customcore Records)
- 2010 : Just Live -  DVD Live (En téléchargement à prix libre)
- 2011 : Dans la chair et par le sang - Coffret 2CD + DVD live (Customcore Records)
- 2017 : " Crépuscule " - EP ( Autoproduction ) Format numérique 3 Titres  12 min 36

1. A Jamais
2. Brûle En Silence
3. #creveztous

### Participations
- 2004 - Haute tension (compilation)
- 2004 - Sedition Trexsound (compilation)
- 2005 - French Core 3 (compilation)
- 2006 - Revolution Calling (compilation)
- 2009 - French metal - À tombeau ouvert (compilation)
- 2012 - French metal - La colère des dieux (compilation)

## Membres

### Membres actuels
- Nicolas Laurent — chant (depuis 1998)
- Pierre Acedo — guitare (depuis 1998)
- Mickaël « Jean-Michel-Muscle-Up » Desvergnes — guitare (depuis 2016)
- Philippe Cavaciuti — basse (depuis 2012)
- Vincent « Toki » Bertuit — batterie (depuis 1999)

### Anciens membres
- Erwan Hascoët — basse (1998; 1999-2004) [11]
- Mathieu « Paskual » Arnal — guitare (2001-2011)[11]
- Jerome Nalet — basse (2004-2011)
- Stephane « Stefo » Martin — guitare (2012-2016)